# Piastra (capelli)

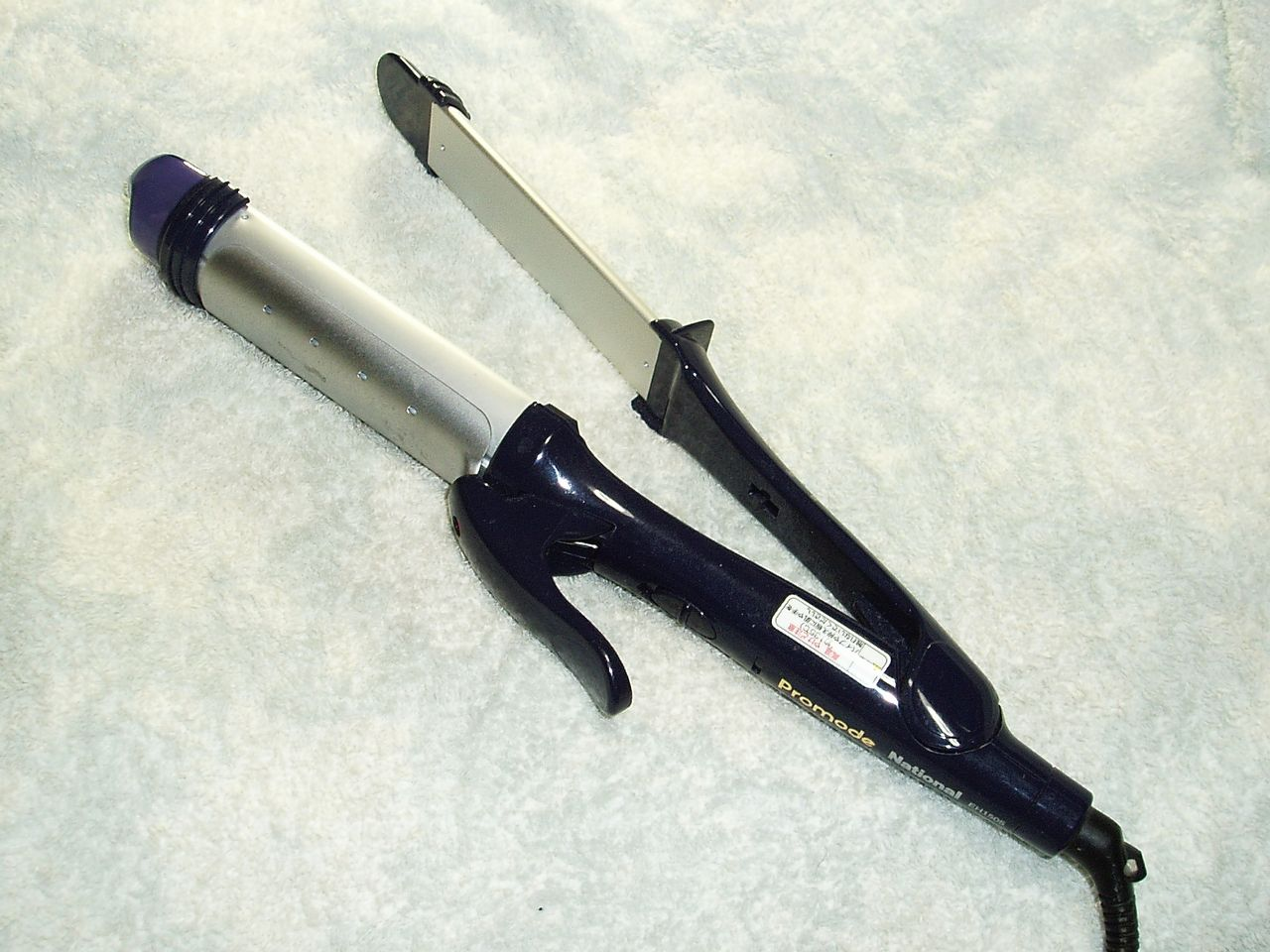
Una moderna piastra per capelli.

La piastra per capelli o semplicemente piastra è un elettrodomestico usato per modificare la struttura dei capelli facendo ricorso al calore. A seconda del tipo, le piastre possono servire per creare dei riccioli sui capelli lisci (arricciacapelli), lisciare capelli ricci o creare particolari effetti di movimento, come il frisé attraverso delle apposite placche ondulate. La maggior parte delle piastre per capelli sono alimentate tramite cavo elettrico, ma esistono anche modelli cordless che utilizzano il butano.
Per evitare uno stress termico, la piastra può essere utilizzata su piccole ciocche di capelli per volta, in modo da stirarle in meno tempo, applicando preventivamente un prodotto termo protettore. Per alleviare gli effetti deleteri sulla struttura del capello, soprattutto a livello professionale, si preferisce utilizzare i nuovi modelli di piastre a vapore oppure con tecnologia a ioni.

## Storia
È opinione diffusa che Ian Gutgold fu il primo a provare attraverso l'applicazione di sostanze chimiche di lisciare i capelli ricci, finendo però per bruciare lo scalpo. 
Nel 1906 Simon Monroe brevettò un utensile composta da sette denti metallici che pettinavano i capelli, lisciandoli mentre nel 1909 Isaac K. Shero brevettò un nuovo oggetto composto da due ferri piatti che venivano riscaldati e pressati.